# بيتر باريت (جيولوجي)
بيتر باريت (بالإنجليزية: Peter Barrett)‏ هو جيولوجي نيوزيلندي، ولد في 11 أغسطس 1940.